# 維索卡亞戈拉區

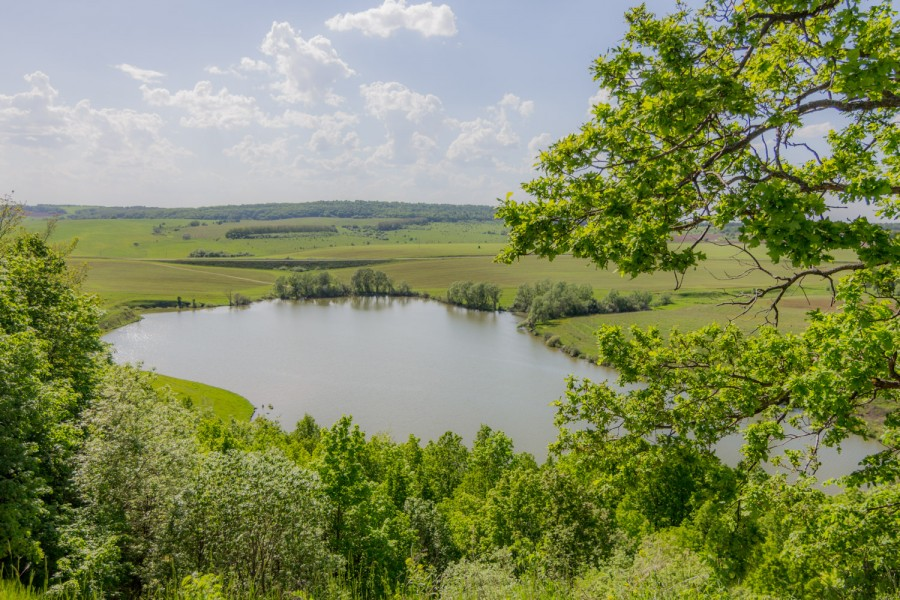

56°01′N 49°20′E / 56.017°N 49.333°E
維索卡亞戈拉區（俄语：Высокогорский район），是俄羅斯的一個區，位於該國西部，由韃靼斯坦共和國負責管轄，面積1,701.2平方公里，2010年人口43,207，人口密度每平方公里25.4人。